# Championnat de France Pro A de tennis de table 2021-2022
Navigation
Pro A 2020-2021 Pro A 2022-2023
Le Championnat de France Pro A de tennis de table 2021-2022 est la 19e édition du Championnat de France Pro A de tennis de table, plus haut niveau des championnats de France de tennis de table par équipes. Il oppose les 10 meilleures équipes de France dans le championnat masculin et les douze meilleures équipes féminines.

## Organisation 2021-2022
- En Pro A messieurs, il n'y a plus qu'une seule descente en PRO B. Le dernier de la poule est relégué à l'issue de la saison.

Les rencontres se déroulent au meilleur des 5 parties (3 - 0; 3 - 1; 3 - 2). Ainsi le match nul n'est plus possible. Il s'agit de la formule ligue des champions.
- La Pro A Dames change de format, la saison régulière se dispute dans une poule unique. En fin de saison se déroule les play offs pour le titre de championnes de France et pour la relégation.

Les équipes classées aux deux premières places seront rejointes par les deux formations sorties victorieuses d'un barrage
entre les équipes classées de la 3e à la 6e place pour disputer le titre de Championnes de France.

## PRO A Messieurs

### Équipes[1]
| Equipe                         | Dernière montée | Classement 2020-2021 | Joueurs                                                                                     | Entraîneur           | Président            |
| ------------------------------ | --------------- | -------------------- | ------------------------------------------------------------------------------------------- | -------------------- | -------------------- |
| Les Loups d'Angers             | 2000            | Champion             | - João Geraldo - Jon Persson - Hampus Nordberg - Bastien Rembert                            | David Pilard         | Gérard Sarazin       |
| Caen TTC                       | 2019            | 5eme                 | - Yang Wang - Antoine Hachard - Niagol Stoyanov - Stéphane Ouaiche                          | Drapeau de la France | Drapeau de la France |
| SS La Romagne                  | 2007            | 6eme                 | - Chen Tianyuan - Nima Alamian - Romain Ruiz - Brice Ollivier                               | Drapeau de la France | Drapeau de la France |
| Rouen SPO                      | 2017            | 3eme                 | - Robert Gardos - Adam Szudi - Alexandre Robinot - Adrien Rassenfosse                       | Stéphane Hucliez     | Dominique Fache      |
| GV Hennebont                   | 2003            | 4eme                 | - Omar Assar - Cedric Nuytinck - Anders Lind - Saidi Ismailov - Wang Xin                    | Drapeau de la France | Drapeau de la France |
| Chartres ASTT                  | 2021            | Pro B                | - Florent Lambiet - Bence Majoros - Vitor Seiji Ishiy - Kim Min-hyeok - Abdel-Kader Salifou | Drapeau de la France | Drapeau de la France |
| AS Pontoise-Cergy TT           | 2004            | 8eme                 | - Emmanuel Lebesson - Tristan Flore - Quentin Robinot - Adrien Mattenet - Alexis Lebrun     | Drapeau de la France | Drapeau de la France |
| PPC Villeneuve                 | 2016            | 9eme                 | - Alexey Livenstov - Olajide Omotayo - Jules Cavaille - Johan Derit                         | Drapeau de la France | Drapeau de la France |
| Saint-Denis Tennis de table 93 | 2018            | 7eme                 | - Pär Gerell - Andréa Landrieu - Joe Seyfried - Mehdi Bouloussa                             | Drapeau de la France | Drapeau de la France |
| Morez Haut-Jura                | 2014            | 2eme                 | - Paul Drinkhall - Bojan Tokic - Benedek Olah - Kirill Skachkov                             | Drapeau de la France | Drapeau de la France |

| \| Les Loups d'Angers Chartres ASTT GV Hennebont Morez Haut-Jura AS Pontoise-Cergy TT Caen TTC SS La Romagne Rouen SPO PPC Villeneuve St-Denis \| Localisation des clubs engagés dans le championnat. |
| Les Loups d'Angers Chartres ASTT GV Hennebont Morez Haut-Jura AS Pontoise-Cergy TT Caen TTC SS La Romagne Rouen SPO PPC Villeneuve St-Denis                                                           |

### Classement Général
Classements par équipe du championnat de France de PRO A messieurs 2021 - 2022.

#### Général
| Rang | Équipe                         | Pts | J  | V  | N | D  | F | Pp | Pc | Diff |
| ---- | ------------------------------ | --- | -- | -- | - | -- | - | -- | -- | ---- |
| 1    | Les Loups d'Angers             | 44  | 18 | 12 | 0 | 6  | 0 | 44 | 26 | +18  |
| 2    | Caen TTC                       | 44  | 18 | 12 | 0 | 6  | 0 | 44 | 34 | +10  |
| 3    | Morez Haut-Jura                | 43  | 18 | 13 | 0 | 5  | 0 | 43 | 29 | +14  |
| 4    | SS La Romagne                  | 42  | 18 | 11 | 0 | 7  | 0 | 42 | 29 | +13  |
| 5    | SPO Rouen                      | 39  | 18 | 10 | 0 | 8  | 0 | 39 | 32 | +7   |
| 6    | GV Hennebont                   | 38  | 18 | 10 | 0 | 8  | 0 | 38 | 33 | +5   |
| 7    | Chartres ASTT                  | 36  | 18 | 9  | 0 | 9  | 0 | 36 | 38 | -2   |
| 8    | AS Pontoise-Cergy TT           | 33  | 18 | 7  | 0 | 11 | 0 | 34 | 42 | -8   |
| 9    | Saint-Denis Tennis de table 93 | 22  | 18 | 3  | 0 | 15 | 0 | 22 | 50 | -28  |
| 10   | PPC Villeneuve                 | 16  | 18 | 2  | 0 | 16 | 0 | 16 | 52 | -36  |

Les Loups d'Angers conservent leur titre de champion de France à l'issue d'une 18eme journée décisive.
L'équipe victorieuse est composée des Suédois Hampus Nordberg et Jon Persson, du Portugais João Geraldo et du Français Bastien Rembert. Ils sont coachés par David Pilard.

## PRO A Dames

### Equipes
| \| Grand-Quevilly ASRTT Étival-Raon TT Joué-lès-Tours Metz TT Poitiers TTACC Issenne EP St-Denis Saint Pierraise Alliance Nîmes-Montpellier TT Saint-Quentin Schiltigheim SU Lys Lille Metropole EP \| Localisation des clubs engagés dans le championnat. |
| Grand-Quevilly ASRTT Étival-Raon TT Joué-lès-Tours Metz TT Poitiers TTACC Issenne EP St-Denis Saint Pierraise Alliance Nîmes-Montpellier TT Saint-Quentin Schiltigheim SU Lys Lille Metropole EP                                                           |

### Classement Général
Classements par équipe du championnat de France de PRO A dames saison régulière 2021 - 2022
| Rang | Équipe                     | Pts | J  | V | N | D | F | Pp | Pc | Diff |
| ---- | -------------------------- | --- | -- | - | - | - | - | -- | -- | ---- |
| 1    | TT Saint-Quentin           | 30  | 11 | 0 | 0 | 0 | 0 | 0  | 0  | 0    |
| 2    | ASRTT Étival-Raon          | 30  | 11 | 0 | 0 | 0 | 0 | 0  | 0  | 0    |
| 3    | Saint Pierraise ENT        | 28  | 11 | 0 | 0 | 0 | 0 | 0  | 0  | 0    |
| 4    | Metz TT                    | 28  | 11 | 0 | 0 | 0 | 0 | 0  | 0  | 0    |
| 5    | Poitiers TTACC             | 25  | 11 | 0 | 0 | 0 | 0 | 0  | 0  | 0    |
| 6    | Saint-Denis US 93 TT       | 24  | 11 | 0 | 0 | 0 | 0 | 0  | 0  | 0    |
| 7    | Lys Lille Metropole EP     | 24  | 11 | 0 | 0 | 0 | 0 | 0  | 0  | 0    |
| 8    | TT Joué-lès-Tours          | 23  | 11 | 0 | 0 | 0 | 0 | 0  | 0  | 0    |
| 9    | Alliance Nîmes-Montpellier | 18  | 11 | 0 | 0 | 0 | 0 | 0  | 0  | 0    |
| 10   | ALCL Grand-Quevilly        | 18  | 11 | 0 | 0 | 0 | 0 | 0  | 0  | 0    |
| 11   | Issenne EP                 | 16  | 11 | 0 | 0 | 0 | 0 | 0  | 0  | 0    |
| 12   | Schiltigheim SU            | 14  | 11 | 0 | 0 | 0 | 0 | 0  | 0  | 0    |

Qualifications
- 1er à 4e : qualification  pour les demi-finales

|  | Demi-finales        | Demi-finales        |         |       | Finale                                    | Finale                                    |
|  | Demi-finales        | Demi-finales        |         |       | Finale                                    | Finale                                    |
|  |                     |                     |         |       |                                           |                                           |
|  | Allers , retours    | Allers , retours    |         |       | Aller 24 avril 2022, Retour 26 avril 2022 | Aller 24 avril 2022, Retour 26 avril 2022 |
|  | Allers , retours    | Allers , retours    |         |       | Aller 24 avril 2022, Retour 26 avril 2022 | Aller 24 avril 2022, Retour 26 avril 2022 |
|  | Metz TT             | 3 ; 3               |         |       | Aller 24 avril 2022, Retour 26 avril 2022 | Aller 24 avril 2022, Retour 26 avril 2022 |
|  | Metz TT             | 3 ; 3               |         |       | Aller 24 avril 2022, Retour 26 avril 2022 | Aller 24 avril 2022, Retour 26 avril 2022 |
|  | TT Saint-Quentin    | 1 ; 0               |         |       | Aller 24 avril 2022, Retour 26 avril 2022 | Aller 24 avril 2022, Retour 26 avril 2022 |
|  | TT Saint-Quentin    | 1 ; 0               | Metz TT | 3 ; 3 |                                           |                                           |
|  |                     |                     | Metz TT | 3 ; 3 |                                           |                                           |
|  |                     | Saint Pierraise ENT | 0 ; 0   |       |                                           |                                           |
|  | ASRTT Étival-Raon   | Saint Pierraise ENT | 0 ; 0   | 1 ; 3 |                                           |                                           |
|  | ASRTT Étival-Raon   |                     |         | 1 ; 3 |                                           |                                           |
|  | Saint Pierraise ENT | 3 ; 2               |         |       |                                           |                                           |
|  | Saint Pierraise ENT | 3 ; 2               |         |       |                                           |                                           |

#### Finale
| Metz TT            | 3–0                | Saint Pierraise ENT   | Metz, avril 2022     |
| ------------------ | ------------------ | --------------------- | -------------------- |
| Détail des matches | Détail des matches | Détail des matches    | Durée :              |
| Adina Diaconu      | 3-1                | Stéphanie Loeuillette | 7/11 11/7 11/7 12/10 |
| Mariia Tailakova   | 3-1                | Lucie Gauthier        | 11/7 11/8 4/11 11/4  |
| Wu Jiaduo          | 3-0                | Jeanne Robbes         | 11/5 11/3 11/8       |

| Saint Pierraise ENT   | 0-3                | Metz TT            | Saint-Pierre-les-Elbeuf, avril 2022 |
| --------------------- | ------------------ | ------------------ | ----------------------------------- |
| Détail des matches    | Détail des matches | Détail des matches | Durée :                             |
| Lucie Gauthier        | 1-3                | Mariia Tailakova   |                                     |
| Stéphanie Loeuillette | 2-3                | Adina Diaconu      |                                     |
| Laura Gasnier         | 1-3                | Wu Jiaduo          |                                     |

- Metz TT est champion de France pour la quatrième fois[5],[6].
- L'équipe championne est composée de Mariia Tailakova, Adina Diaconu et Jiaduo Wu.